# Huston Street
Huston Lowell Street (Austin, 2 agosto 1983) è un giocatore di baseball statunitense che gioca nel ruolo di lanciatore per i Los Angeles Angels nella Major League Baseball.

## Carriera
Huston Lowell Street fu scelto dagli Oakland Athletics con la 40ª scelta assoluta nel Draft della Major League Baseball nel 2004. Debuttò nella MLB il 6 aprile 2005 con gli Athletics, contro i Texas Rangers.
In carriera ha vinto il premio come Rookie of the Year nel 2005 chiudendo la stagione con 23 salvezze e un'ERA di 1.72.
Attualmente sta giocando con i San Diego Padres dove nel 2012 prendera $7,500,000 dollari mentre nel 2013 avrà un aumento da $9,000,000.
Con la nazionale di baseball degli Stati Uniti d'America ha disputato i Giochi panamericani del 2003 dove gli USA hanno vinto la medaglia d'argento, e il World Baseball Classic 2006.

## Palmarès

### Individuale
- MLB All-Star: 2

2012, 2014
- Rookie dell'anno dell'American League - 2005
- Club delle 300 Salvezze

### Nazionale
- Team USA: Giochi panamericani 2003 - medaglia d'argento

## 2005-2013
| Stagione  | Età        | Squadra           | Salario     |
| --------- | ---------- | ----------------- | ----------- |
| 2005      | 21         | Oakland Athletics | $316,000    |
| 2006      | 22         | Oakland Athletics | $339,625    |
| 2007      | 23         | Oakland Athletics | $380,000    |
| 2008      | 24         | Oakland Athletics | $3,300,000  |
| 2009      | 25         | Colorado Rockies  | $4,500,000  |
| 2010      | 26         | Colorado Rockies  | $7,200,000  |
| 2011      | 27         | Colorado Rockies  | $7,300,000  |
| 2012      | 28         | San Diego Padres  | $7,500,000  |
| 2013      | 29         | San Diego Padres  | $9,000,000  |
| 2005-2013 | 9 anni pro | 3 squadre         | $23,335,625 |